# أنتوني كيني (مبارز بالسيف)
أنتوني كيني (بالإنجليزية: Anthony Keane)‏ هو مبارز بالسيف أمريكي، ولد في 30 يونيو 1928 في نيويورك في الولايات المتحدة، وتوفي في 17 أبريل 2016.

## وصلات خارجية
- أنتوني كيني على موقع أوليمبيديا (الإنجليزية)